# 张焕水
张焕水，教授，主要从事时滞系统随机控制、随机系统最优滤波与控制等方面的研究工作。入选中华人民共和国教育部2009年度"长江学者"特聘教授。曾获得中国国家自然科学二等奖等奖项。